# Alternativa para Alemania
Alternativa para Alemania (en alemán: Alternative für Deutschland, pronunciado /ˌaltɛʁnaˈtiːvə fyːɐ̯ ˈdɔʏtʃlant/, conocido por sus siglas AfD, pronunciado /aːʔɛfˈdeː/ (escucharⓘ)) es un partido político alemán de ideología nacional-conservadora y euroescéptica de extrema derecha.La Oficina Federal para la Protección de la Constitución clasifica a todo el partido como «movimiento de extrema derecha confirmado».
La AfD fue fundada en 2013 por Bernd Lucke, Alexander Gauland y antiguos miembros de la CDU para oponerse a las políticas de la eurozona como una alternativa de derecha moderadamente euroescéptica. El partido se presentó como un movimiento económicamente liberal, euroescéptico y conservador en sus primeros años, pero posteriormente giró a la derecha y bajo sucesivos liderazgos fue centrando sus políticas en la oposición a la inmigración, el Islam y la Unión Europea. En la actualidad, la ideología de la AfD ha sido caracterizada como nacionalista alemana en su variante Völkisch, nacional-conservadora y antiinmigración.
La AfD no alcanzó por poco el umbral electoral del 5 % para entrar en el Bundestag durante las elecciones federales alemanas de 2013, pero la crisis de refugiados llevó al partido a obtener 94 diputados en las elecciones federales alemanas de 2017, convirtiéndose en el tercer partido más grande del país, así como el mayor partido de oposición. Si bien las elecciones de 2021 llevaron al partido a caer al quinto lugar, el partido logró el segundo puesto en las elecciones europeas de 2024. Desde 2023, las encuestas muestran a la AfD como el segundo partido más popular del país.  
Los actuales líderes del partido son Tino Chrupalla y Alice Weidel. Su apoyo es mayor en los estados que conforman la antigua RDA. En las elecciones federales de Alemania de 2025, obtuvo el 20.8% de los votos y 152 escaños.

## Historia

### Orígenes

Logo de la Alternativa Electoral 2013

Los orígenes de la AfD se remontan al movimiento político euroescéptico  Wahlalternative 2013 (Alternativa Electoral 2013), fundado en septiembre de 2012 por Bernd Lucke, Alexander Gauland, Konrad Adam y Gerd Robanus para oponerse a las políticas federales alemanas relativas a la crisis de la eurozona y para hacer frente a los rescates apoyados por Alemania para los países más pobres del sur de Europa.
En 2013, algunos miembros del movimiento entre los que se incluía el propio Lucke se unieron a los Freie Wähler, con el objetivo de unir fuerzas con este partido. Se presentaron juntos para las elecciones estatales de Baja Sajonia de 2013, y planeaban hacer lo mismo para las elecciones federales de 2013; sin embargo, los FW obtuvieron sólo el 1 % de los votos en los comicios, llevando al fin de la asociación entre ellos y el movimiento. La Wahlalternative 2013 finalmente decidió establecer una nueva formación con estatus oficial de partido en febrero de 2013, para competir en las elecciones federales. Los FW no se mostraron interesados en colaborar con el nuevo partido en formación, según Lucke.

#### Fundación

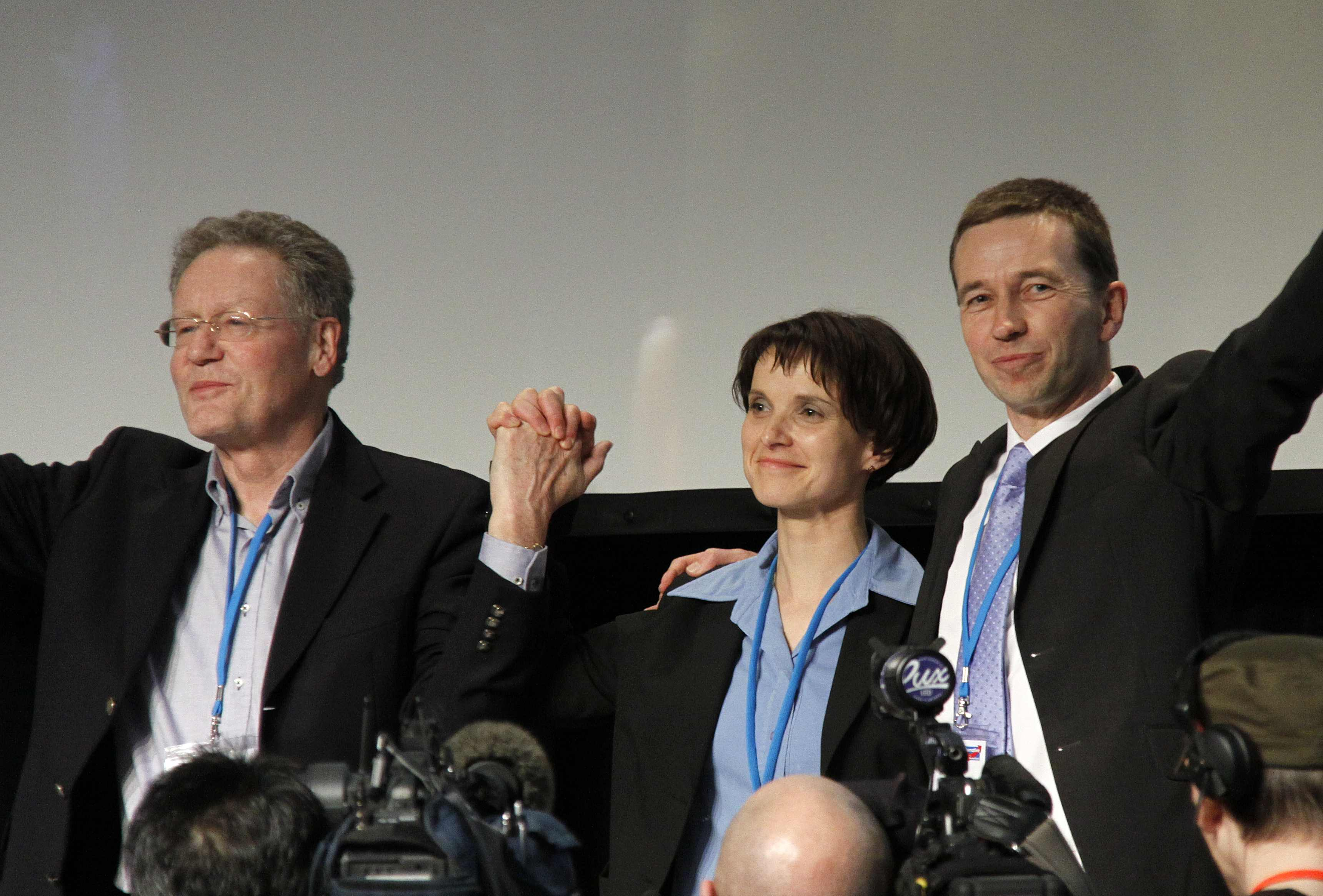
Konrad Adam, Frauke Petry y Bernd Lucke, primeros presidentes del AfD

La AfD fue fundada el 6 de febrero de 2013, cuando Lucke convirtió a su movimiento, la Wahlalternative 2013, en un partido político. El partido celebró su primer congreso en Berlín el 14 de abril de ese mismo año, en el que Lucke resultó elegido uno de sus tres presidentes, junto a la empresaria Frauke Petry y el periodista Konrad Adam. Desde su fundación, AfD trató de desvincularse de la extrema derecha y buscó acercarse más al liberalismo clásico.

### Liderazgo de Lucke (2013–2015)
Lucke fue el candidato de la AfD para las elecciones federales de 2013, obteniendo el 4.7 % de los votos. Sin embargo, el partido no logró entrar en el Bundestag al no alcanzar la barrera electoral del 5 %.
Ese mismo año, el partido participó en las Elecciones estatales de Hesse, pero tampoco pudo entrar en el Parlamento Regional Hesiano al obtener el 4.1 % de los votos.
Lucke fue el candidato de su partido para las Elecciones al Parlamento Europeo de 2014. En la elección, la AfD fue capaz de obtener el 7 % de los votos y siete eurodiputados. El partido se integró en el grupo de los Conservadores y Reformistas Europeos, lo que causó algunas tensiones entre la canciller alemana Ángela Merkel y el primer ministro británico David Cameron. En 2016, el partido sería expulsado.
En agosto de 2014 la AfD logró entrar con el 9.7 % en el Parlamento Regional Sajón, y en septiembre del mismo año, con un 10.6 %, en el Parlamento Regional Turingio, y con un 12.2 % en el Parlamento Regional de Brandeburgo. En febrero de 2015, la AfD entró con un 6.1 % en el Parlamento de Hamburgo y en mayo con un 5.5 % en el Bürgerschaft de Bremen. 

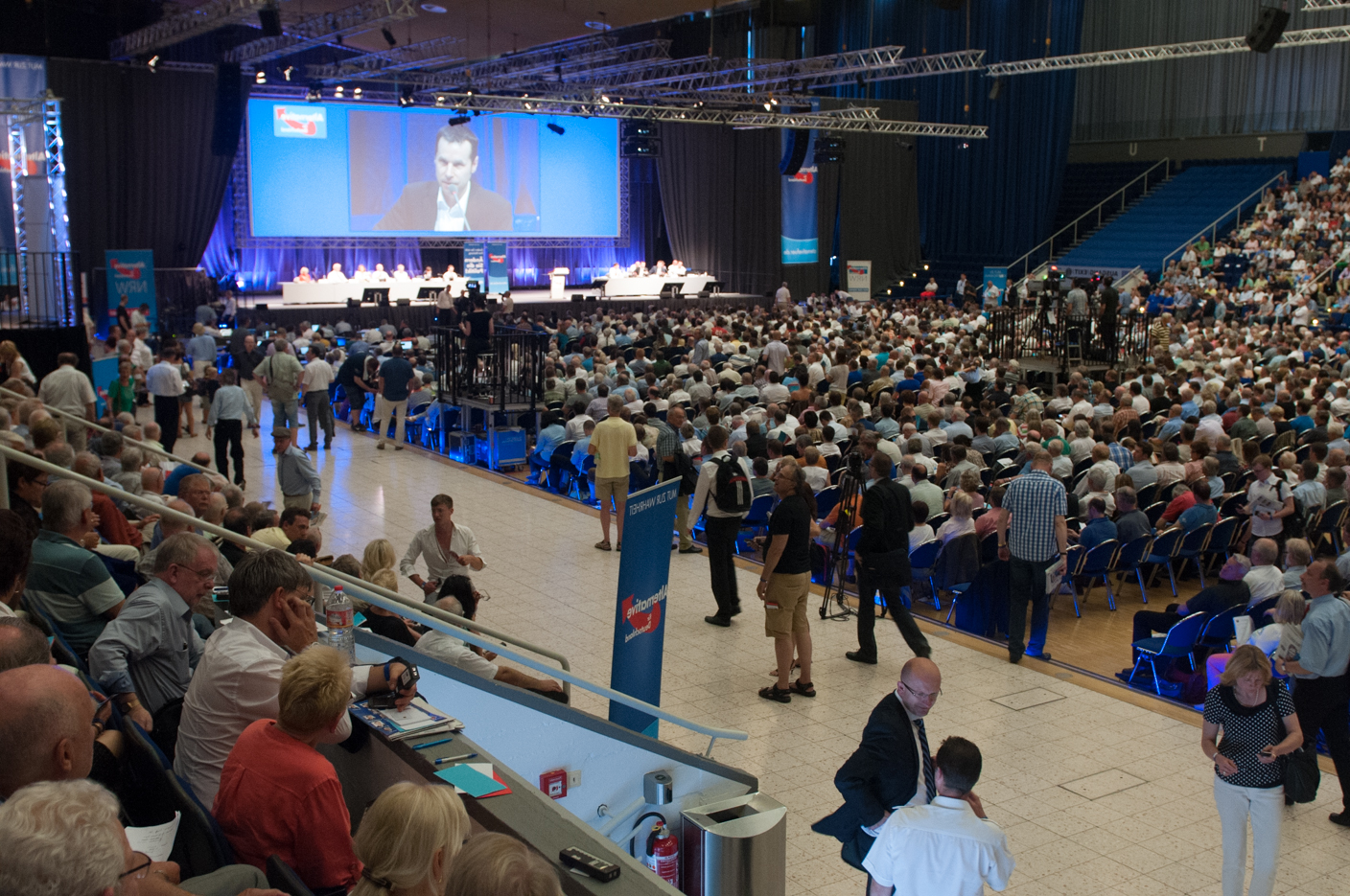
Congreso del AfD en Essen, el 4 de julio de 2015.

A partir de 2015 surgieron luchas internas entre dos facciones del partido, concretamente entre un ala moderada y cercana al liberalismo económico y al conservadurismo liberal (liderada por Bernd Lucke), y otra más derechista, cercana al conservadurismo nacionalista y a la oposición a la inmigración (liderada por Frauke Petry). Estos conflictos llevaron a la cancelación de un congreso del partido programado para junio de este año, además de la fundación de la facción Weckruf 2015 por parte de Lucke, en la cual se aglutinaron los elementos más moderados del partido.

### Liderazgo de Petry (2015–2017)
Después de meses de disputas internas, el 4 de julio de 2015, durante un congreso del partido en Essen, Frauke Petry y Jörg Meuthen (pertenecientes al ala derechista del partido) se convirtieron en los nuevos líderes de la AfD, siendo elegidos con el 60 % de los votos de los delegados del congreso y reemplazando al trío que hasta entonces lideraba la formación.
La elección de Petry y Meuthen fue ampliamente vista como un giro de la AfD a la derecha política, para centrarse más en temas como la inmigración, el islam y el fortalecimiento de los lazos con Rusia. Este giro fue calificado por Lucke como un intento de convertir al AfD en un «partido de Pegida», refiriéndose al movimiento social islamófobo a que la AfD se había vinculado a través de su ala derechista, y en el cual encontró una fuente importante de apoyo. En la semana siguiente, cuatro eurodiputados salieron del partido el 7 de julio, y el 8 de julio de 2015, Lucke también anunció su salida de la AfD, citando como motivo de su renuncia al aumento de los sentimientos xenófobos y prorrusos en el partido, y dejando al mismo, en consecuencia, con sólo dos eurodiputados.
Ese mismo día, tres de los cuatro parlamentarios del AfD en el Bürgerschaft de Bremen también dejaron el partido por el mismo motivo, dejando a la formación con solo un escaño. Tres días después, los tres diputados fundaron un nuevo grupo, el Bremer Bürgerliche Reformer (BBR).
A raíz de estos acontecimientos, el partido perdió cerca de dos mil miembros, equivalentes al 10 % de su militancia.Lucke y sus simpatizantes anunciaron su intención de fundar un nuevo partido el 19 de julio, culminando en la creación de la Alianza para el Progreso y el Resurgir (ALFA). A este partido se unieron los cinco eurodiputados (incluyendo a Lucke) que habían abandonado la AfD, además de cuatro diputados estatales (incluyendo a los tres parlamentarios bremenses que habían formado el BBR).
En febrero de 2016, la AfD anunció un pacto de cooperación con el Partido de la Libertad de Austria (FPÖ). El 8 de marzo de 2016, la oficina del Grupo de los Conservadores y Reformistas Europeos inició mociones para excluir a la AfD de su grupo debido a sus vínculos con el FPÖ, invitando a los dos eurodiputados restantes de la AfD a abandonar el grupo antes del 31 de marzo, con una moción de exclusión que se presentaría el 12 de abril si se negaban a irse voluntariamente. Mientras que la eurodiputada Beatrix von Storch dejó el grupo el 8 de abril para unirse al grupo Europa de la Libertad y la Democracia Directa, Marcus Pretzell se dejó expulsar el 12 de abril de 2016.
Si bien durante un tiempo este cambio ideológico y de liderazgo significó inicialmente una mella en su apoyo popular, a partir de septiembre de 2015, gracias a su postura contraria a la llegada masiva de refugiados a Alemania en el contexto de la crisis migratoria en Europa, la AfD experimentó un masivo aumento de su apoyo popular tanto a nivel federal como estatal. Superó el 10 % de intención de voto a nivel federal, y en marzo de 2016 entró en los parlamentos regionales de Baden-Wurtemberg (15.1 %), Renania-Palatinado (12.6 %) y Sajonia-Anhalt (24.3 %). En septiembre de 2016 consiguió entrar también en los parlamentos de Mecklemburgo-Pomerania Occidental (20.8 %) y Berlín (14.2 %).
En el congreso del partido celebrado del 30 de abril al 1 de mayo de 2016, la AfD adoptó una plataforma política basada en la oposición al islam, pidiendo la prohibición de los símbolos islámicos, incluidos los burkas, los minaretes y el Adhan, utilizando el lema «El Islam no es un parte de Alemania».
En las elecciones estatales de Sarre de 2017 obtuvo el 6.2 % y tres escaños en el Parlamento Regional del Sarre. En abril de 2017 designó a Alexander Gauland y Alice Weidel como cabezas de lista para las elecciones federales de septiembre de 2017. En las elecciones estatales de Schleswig-Holstein de 2017 obtuvo un 5.9 % y cinco escaños en el Parlamento Regional Schleswigense-Holsteiniano. Obtuvo 16 escaños en el Parlamento Regional de Renania del Norte-Westfalia, tras las elecciones que se celebraron el mismo día.

### Liderazgo de Meuthen (2017–2022)
En las elecciones federales de septiembre de 2017 la AfD obtuvo un 12.6 % de los votos, entrando por primera vez en el Bundestag con 94 parlamentarios y superando los pronósticos de los sondeos electorales al convertirse en líder de la oposición. Frauke Petry, hasta entonces copresidenta del partido, se negó a unirse al grupo parlamentario del partido y anunció su futura salida del mismo, afirmando que este se había vuelto demasiado «anárquico» y que no podía «ofrecer una plataforma política creíble». Esto se dio debido a su fracaso en su pugna interna contra Björn Höcke, líder del ala más dura del partido, el cual logró empujarla fuera del mismo. Petry renunció a la presidencia de la AfD el 29 de septiembre, dejando así a su compañero Jörg Meuthen como único presidente. Posteriormente, Petry formó El Partido Azul, pero al igual que el LKR de Lucke su éxito electoral fue nulo. En diciembre de 2017 Alexander Gauland fue elegido nuevo copresidente, llenando la vacante dejada por Petry.
En las elecciones estatales de Baja Sajonia de 2017 consiguieron nueve escaños en el Parlamento Regional Bajo Sajón. En las elecciones estatales de Baviera de 2018, la AfD entró en el Parlamento Regional Bávaro con un 10.2 % de los votos y veintidós escaños. Dos semanas más tarde, en las elecciones estatales de Hesse, AfD obtuvo un 13.1 % de los votos y diecinueve escaños en el Parlamento Regional Hesiano. Esto último representó un paso importante para el partido, dado que con este resultado electoral pasó a estar representado en todos los estados federados de Alemania.
En mayo de 2019, AfD obtuvo once eurodiputados en las elecciones al Parlamento Europeo de 2019 y aumentó su representación regional en Bremen tras las elecciones estatales.
En septiembre de 2019 AfD cosechó grandes ganancias electorales en los comicios estatales de Sajonia y Brandeburgo, convirtiéndose en la segunda fuerza política en ambos casos. Con un 27.5 % de los votos en Sajonia, el partido obtuvo el resultado electoral más alto de su historia en cualquier tipo de proceso electoral llevado a cabo en Alemania. En octubre de 2019 también obtuvo el segundo puesto en las elecciones estatales de Turingia.
A finales de noviembre de 2019, Tino Chrupalla fue elegido como nuevo copresidente de la formación, junto a Meuthen.
En las elecciones estatales de Hamburgo de 2020 sufrió pérdidas electorales leves, iniciado una época de derrotas que se prolongaría hasta las elecciones estatales de 2021 en Baden-Württemberg, Renania-Palatinado y Sajonia-Anhalt.
En marzo de 2021, se informó que la Oficina Federal para la Protección de la Constitución (BfV) había puesto a la AfD bajo vigilancia como presunto grupo extremista. En marzo de 2021, los tribunales bloquearon la vigilancia de AfD para brindar igualdad de oportunidades entre los partidos políticos en un año electoral clave.
Antes de las elecciones federales de 2021, AfD hizo campaña con el lema «Alemania. Pero normal», y adoptó una posición de oponerse a nuevos cierres en respuesta a la pandemia de COVID-19 en Alemania. Habiendo avanzado más a la derecha en cuestiones económicas y manteniéndose firmemente a la derecha en cuestiones socioculturales, a pesar de los intentos de normalización, se consideró que el manifiesto de la AfD para las elecciones federales era todavía demasiado radical para que el partido participara en el gobierno.
En las elecciones federales, AfD vio una caída en su votación nacional al obtener el 10.3 % de los votos, en comparación con el 12.6 % en 2017; sin embargo, el partido emergió como el más grande en los estados de Sajonia y Turingia, y tuvo un fuerte desempeño en el este de Alemania. Los resultados fueron analizados de forma ambivalente por los líderes del partido y los analistas políticos.
El 28 de enero de 2022 Meuthen dejó su puesto como presidente y la militancia en la AfD por el progresivo extremismo del partido.

### Actualidad (2022–)
En el congreso del partido celebrado en junio de 2022, Chrupalla fue reelegido como presidente del partido, y Weidel fue escogida como nueva colíder.

## Ideología
La AfD fue originalmente fundada como un partido conservador-liberal de la clase media con una tendencia hacia el  euroescepticismo suave, apoyando en general la membresía de Alemania en la Unión Europea pero siendo crítico con la idea de una mayor integración europea, la existencia del euro y los rescates de la eurozona  para países como Grecia. Por entonces, el partido ya defendía una democracia semidirecta al estilo suizo, la disolución de la zona euro, la oposición a la inmigración y el rechazo al matrimonio entre personas del mismo sexo. Durante este período, el partido adoptó posiciones económicamente liberales, ordoliberales y nacional-liberales. El ex eurodiputado del partido Hans-Olaf Henkel comparó el programa inicial de la AfD con el Partido Conservador británico en contraposición a partidos euroescépticos o nacionalistas duros como el UKIP o el Frente Nacional francés. La AfD también fue comparada con el Tea Party de Estados Unidos por algunos medios de comunicación debido a sus campañas contra los rescates de la zona euro, aunque los primeros líderes de la AfD lo cuestionaron y afirmaron que no buscaban atraer a extremistas de derecha al partido.
En 2015, los miembros más moderados del partido dejaron la AfD para fundar un nuevo partido, la Alianza para el Progreso y el Resurgir, que pasó a denominarse Reformadores Liberal-Conservadores en noviembre de 2016. Por entonces la AfD tenía un mal desempeño en las encuestas de intención de voto, y sufría de luchas internas. Sin embargo, la crisis migratoria europea de 2015 aumentó su apoyo, y el partido dejó de lado los asuntos relacionados con la eurozona para centrarse en oponerse a la inmigración, en particular musulmana.
La AfD experimentó un nuevo giro hacia la derecha después de que Petry abandonase el partido en 2017 y formase El Partido Azul, debido a la adopción de la AfD de posiciones más abiertamente islamófobas y antiinmigración, así como los comentarios revisionistas históricos hechos por algunas figuras importantes dentro de la AfD. Desde entonces, la AfD ha sido descrita como similar a otros partidos de derecha radical populista en Europa, pero siendo un caso inusual porque mantiene vínculos visibles con grupos aún más extremistas, principalmente Pegida. Algunos politólogos han descrito al partido como más radical que muchos otros partidos populistas de derecha europeos, incluidos los Demócratas de Suecia, el Partido Popular Danés y el Partido de la Libertad de Austria. La AfD ha sido acusada de contener miembros simpatizantes al movimiento identitario, lo que ha provocado divisiones en el partido.
En marzo de 2020, la Oficina Federal para la Protección de la Constitución clasificó a la facción más dura del partido conocida como Der Flügel como «un esfuerzo de extrema derecha contra el orden básico democrático libre« y como «no compatible con la Ley Fundamental» y, por lo tanto, la puso bajo vigilancia gubernamental. A principios de marzo de 2021, la mayoría de los principales medios de comunicación de Alemania informaron que la Oficina Federal para la Protección de la Constitución había puesto a toda la AfD bajo vigilancia como un «presunto grupo extremista». En respuesta a las afirmaciones de los miembros de la AfD de que la medida tenía la intención de dañar las posibilidades del partido en las próximas elecciones federales, la agencia declaró que no haría anuncios públicos sobre las investigaciones sobre la AfD o sus candidatos en el futuro previsible.
Actualmente, la AfD es descrita a menudo como un partido nativista y nacionalista alemán del tipo Völkisch, nacional-conservador, y euroescéptico. El partido ha sido calificado como populista y de ultraderecha.

### Facciones ideológicas
Analistas y comentaristas políticos han afirmado que el partido está compuesto por dos facciones prominentes: los suscriptores del ala nacional-conservadora más moderada de Alternative Mitte (Centro Alternativo), que incluye a parlamentarios como Jörg Meuthen, Alice Weidel y Beatrix von Storch, los cuales se oponen a la colaboración con figuras como el fundador de Pegida Lutz Bachmann; y la facción identitaria más extremista conocida como Der Flügel (El Ala), que comprende figuras a nivel estatal como el líder de AfD en Turingia, Björn Höcke. El autor político Jeffrey Gedmin ha descrito la actual encarnación de AfD como algo carente de una visión ideológica consistente y que contiene una amplia gama de miembros incluyendo conservadores, conservadores sociales, derechistas radicales y otros que no presentan una narrativa ideológica clara. También describió que algunos de sus principales votantes van desde nacionalistas de extrema derecha hasta conservadores moderados pero tradicionalistas y descontentos.

### Nación e identidad
Con el tiempo, el enfoque en el nacionalismo alemán, en la recuperación de la soberanía y el orgullo nacional de Alemania, especialmente en el repudio de la cultura de la vergüenza de Alemania con respecto a su pasado nazi, se volvió más central en la ideología de la AfD y un pilar en sus llamamientos populistas. Petry, quien dirigió el ala moderada del partido, dijo que Alemania debería recuperar el völkisch de sus connotaciones nazis, mientras que el más derechista Björn Höcke habla regularmente de la Vaterland («patria») y Volk («nación» o «pueblo», pero con una fuerte connotación étnica o racial).
En enero de 2017, Höcke afirmó en un discurso, en referencia al Monumento del Holocausto de Berlín, que «los alemanes son el único pueblo en el mundo que planta un monumento de la vergüenza en el corazón de la capital» y criticó esta «política ridícula de lidiar con el pasado». Höcke continuó diciendo que Alemania debería dar un giro de «180 grados» con respecto a su sentido de orgullo nacional.

#### Inmigración y multiculturalismo
La AfD considera que la identidad nacional alemana está amenazada tanto por la integración europea como por la presencia y acogida de inmigrantes y refugiados en Alemania. En su programa, AfD quiere poner fin a lo que describe como inmigración masiva y centrarse en acoger a un pequeño número de inmigrantes cualificados que se espera que se integren en la sociedad y hablen alemán. AfD pide deportaciones masivas de delincuentes nacidos en el extranjero con ciudadanía múltiple o residencia permanente. El partido describe la Convención de Ginebra sobre Refugiados como «obsoleta», pide una investigación más estricta de los refugiados y cree que el gobierno alemán debería invertir en zonas económicas especiales y seguras en países del tercer mundo en lugar de acoger a un gran número de solicitantes de asilo sin comprobar sus antecedentes.  Algunos miembros de la AfD participaron en la reunión de Potsdam de 2023, donde se debatió un plan de remigración para expulsar de Alemania a millones de extranjeros, incluyendo nacionalizados.
AfD critica el multiculturalismo en Alemania y afirma que «el concepto de una sociedad multicultural ha fracasado». El partido está a favor de prohibir el burka, la llamada islámica a la oración en espacios públicos y la construcción de nuevos minaretes, poner fin a la financiación extranjera de las mezquitas y someter a los imanes a un procedimiento de investigación estatal. AfD comenzó a emplear una retórica islamófoba durante el liderazgo de Frauke Petry, quien respondió positivamente a las comparaciones entre el partido y Pegida. En 2016, el partido declaró en su manifiesto que «el Islam no pertenece a Alemania. Su expansión y el número cada vez mayor de musulmanes en el país son vistos por el AfD como un peligro para nuestro estado, nuestra sociedad y nuestros valores». El partido ha llevado a cabo una campaña de vallas publicitarias que hacía referencia explícita a la teoría de la conspiración de Eurabia, y se ha visto que el partido ha sido fuertemente influenciado por, y es parte del movimiento contrayihad.

### Sociedad

#### Derechos LGBT

Cartel electoral de AfD: “Lengua alemana sin neutralidad de género”

Según su manifiesto electoral provisional, AfD se opone al matrimonio entre personas del mismo sexo y favorece las uniones civiles.La vicelíder de AfD, Beatrix von Storch, se ha opuesto públicamente al matrimonio entre personas del mismo sexo. En un esfuerzo por revocar las leyes sobre el matrimonio entre personas del mismo sexo, AfD presentó una demanda sobre el tema en 2017.
Alice Weidel, copresidenta del partido, es lesbiana y está en unión civil con una productora cinematográfica suiza nacida en Sri Lanka. Weidel tiene dos hijos adoptados con su pareja.
Hans-Christoph Berndt, el principal candidato de la AfD para las elecciones estatales de Brandeburgo de 2024, anunció que, de ser elegido, prohibiría la práctica de exhibir banderas arcoíris en los edificios públicos del estado.El grupo parlamentario de la AfD del Landtag de Baja Sajonia también presentó una moción para prohibir las banderas arcoíris en los edificios públicos en 2024.

#### Circuncisión
La AfD apoya la prohibición de la circuncisión por razones no médicas para aquellos menores de edad, afirmando que la práctica constituye "graves violaciones de los derechos fundamentales".

#### Feminismo
El periódico de tendencia izquierdista Die Tageszeitung describió al partido como defensor de "viejos roles de género".Wolfgang Gedeon, un representante electo de AfD, ha incluido el feminismo, junto con el "sexualismo" y el "migracionismo", en una ideología que él llama "comunismo verde" a la que se opone, y aboga por los valores familiares como parte de la identidad alemana.Como AfD ha hecho campaña por roles tradicionales para las mujeres, se ha alineado con grupos opuestos al feminismo moderno.El ala juvenil del partido ha utilizado las redes sociales para hacer campaña contra aspectos del feminismo moderno, con el apoyo de la dirección del partido.

### Economía
La AfD es un partido económicamente liberal y decididamente anticomunista. A pesar del abandono del partido por parte de su facción más liberal en 2015, la AfD sigue siendo caracterizada como un partido neoliberal en cuestiones económicas, haciendo énfasis en la desregulación y la intervención estatal limitada. Los intentos de ciertas facciones del partido de centrarse en las pequeñas y medianas empresas y promover el proteccionismo frente al libre comercio no tuvieron mucho éxito.

### Medio ambiente y clima
AfD tiene una plataforma de negacionismo del cambio climático.AfD acepta que el clima está cambiando, sin embargo, niega que este cambio sea atribuible a influencias humanas.En cambio, el partido argumenta que el cambio climático es causado enteramente por factores naturales. AfD argumenta que las crecientes concentraciones de dióxido de carbono han sido beneficiosas (contribuyeron a un "enverdecimiento" de nuestro planeta).Además de su negacionismo del cambio climático, AfD se opone a políticas climáticas de largo alcance: el partido se opone a las políticas de transformación energética (Energiewende), quiere desechar la Ley Alemana de Energías Renovables, las Regulaciones Alemanas de Ahorro de Energía y la Ley Alemana de Energía Térmica Renovable. También quieren terminar con los subsidios a la bioenergía y restringir la "expansión descontrolada de la energía eólica".

### Política exterior

#### Defensa
La AfD desea reinstaurar el servicio militar obligatorio en Alemania, empezando por todos los hombres aptos a la edad de 18 años.

#### Estados Unidos y Rusia
Aunque la AfD había sido pro-OTAN y pro-Estados Unidos durante la primera administración Trump, había sido muy crítica con la administración Biden.Estaba significativamente dividida sobre si apoyar a Rusia,pero desde entonces se ha movido hacia una dirección prorrusa, oponiéndose a las sanciones a Rusia apoyadas por la OTAN y los Estados Unidos y pidiendo el fin de la ayuda militar a Ucrania.También está dividido sobre los acuerdos de libre comercio.En marzo de 2019, el líder del partido Alexander Gauland dijo en una entrevista con el periódico ruso Komsomolskaya Pravda que consideran que la guerra en el Donbás es un asunto interno de Ucrania y que Alemania no debería involucrarse en los asuntos internos de Ucrania o Rusia. También dijo que la AfD está en contra de las sanciones internacionales a Rusia.Los miembros de la AfD han pedido una postura más independiente de los Estados Unidos.El partido también ha respaldado las acusaciones de que Estados Unidos estuvo involucrado en el sabotaje al gasoducto Nord Stream de 2022.La AfD también ha calificado la postura antirrusa de la OTAN de excesivamente ideológica y perjudicial para los intereses de Alemania.Un gran número de delegados de la AfD boicotearon al presidente ucraniano Volodímir Zelenski en junio de 2024 cuando pronunció un discurso en el Bundestag.
En agosto de 2023, The Insider publicó una investigación periodística que describía cómo se canalizó dinero desde Moscú a los políticos de AfD que iniciaron una denuncia constitucional en Alemania contra el suministro de armas a Ucrania.

#### Unión Europea
Al principio, AfD mantuvo una posición de euroescepticismo moderado al oponerse a la moneda del euro y a los rescates de la eurozona, que el partido consideraba que socavaban la integración europea, pero por lo demás apoyaba la membresía alemana en la Unión Europea (UE).
Desde 2015, el partido ha adoptado una postura más puramente euroescéptica y nacionalista contra la UE, pidiendo la retirada de la política europea común de asilo y seguridad, una reforma significativa de la UE y una repatriación de poderes desde Bruselas, y algunos miembros del partido respaldan una salida completa de la Unión Europea si estos objetivos no se pueden alcanzar.
Durante la conferencia del partido de 2021 en Dresde, la mayoría de los miembros de AfD votaron para incluir políticas más duras contra la Unión Europea, incluida la retirada alemana del bloque, en el manifiesto del partido antes de las elecciones federales alemanas de 2021.

#### Oriente Medio
El partido había sido previamente pro-Israel.AfD apoyó la decisión del presidente estadounidense Donald Trump de reconocer a Jerusalén como la capital de Israel, como declaró Petr Bystron de AfD. A pesar de la postura pro-Israel de AfD, el Estado de Israel ha boicoteado al partido y se niega a mantener vínculos con AfD.El partido estaba dividido sobre la guerra de 2023 entre Israel y Hamás, con el líder del partido Tino Chrupalla condenando el ataque liderado por Hamás en 2023 contra Israel, pero pidiendo diplomacia entre los dos lados y lamentando las muertes en ambos lados, mientras que otros parlamentarios, como Norbert Kleinwächter y Rüdiger Lucassen criticaron la posición de Chrupalla y defendieron abiertamente las acciones israelíes durante el conflicto.Después del ataque de Hamás, el partido apoyó los recortes en la ayuda alemana a Palestina a través de la UNRWA.
En 2024, la AfD revirtió su posición anterior a favor de Israel, y el colíder Tino Chrupalla pidió el fin de la relación actual de Alemania con Israel, que Chrupalla describió como "unilateral", así como el fin de las exportaciones de armas.Esta decisión provocó críticas de algunos otros miembros del grupo parlamentario de la AfD, lo que sugiere una continua división interna sobre el tema.Sin embargo, en enero de 2025, la otra colíder, Alice Weidel, afirmó su apoyo a la existencia de Israel, pero señaló que "no sabía cómo resolvería este conflicto".Chrupalla y Weidel han sido descritos como divididos sobre la cuestión de Israel, y Weidel sigue afirmando el apoyo alemán al derecho de Israel a la legítima defensa.

#### Asia
Las opiniones de la AfD sobre China han variado. Anteriormente había exigido al gobierno alemán que despojara a China del estatus de "país en desarrollo", manifestando su oposición al "espionaje económico chino" y oponiéndose a que la empresa estatal china COSCO Shipping adquiera una participación en el puerto de Hamburgo.
Sin embargo, comenzó a cambiar su posición en 2023, cuando el grupo parlamentario de AfD en el Bundestag acusó a la ministra de Asuntos Exteriores, Annalena Baerbock, y al ministro de Asuntos Económicos, Robert Habeck, de lanzar una "guerra económica" contra China.AfD también ha criticado las restricciones al uso de material 5G de las empresas chinas Huawei y ZTE. El líder de AfD, Tino Chrupalla, también ha expresado su oposición a las restricciones a la tecnología china y ha respaldado al ministro de Asuntos Exteriores chino, Qin Gang, en sus esfuerzos de mediación de paz para la invasión rusa de Ucrania.
En la actualidad, AfD pide unas relaciones económicas, culturales y científicas más estrechas con China.Sin embargo, en su manifiesto para las elecciones federales de 2025, AfD también ha pedido límites a la participación de las empresas chinas en los puertos marítimos y la infraestructura digital de Alemania.También se opone a una mayor ayuda al desarrollo, incluida aquella que beneficiaría a los programas de cambio climático o a los estudiantes chinos en Alemania.

### Confirmación como partido de extrema derecha
El organismo de inteligencia encargado en Alemania de ejercer vigilancia permanente sobre las potenciales amenazas contra el orden democrático y velar por la seguridad de la República federal es la Oficina Federal para la Protección de la Constitución (Bundesamt für Verfassungsschutz). Esta oficina que también se encarga de evaluar y clasificar a las organizaciones potencialmente peligrosas o extremistas, emitió el 2 de mayo de 2025 una resolución confirmando que el partido AfD es con seguridad una organización de extrema derecha:

«Hemos llegado a la conclusión de que Alternativa para Alemania es con seguridad una organización de extrema derecha. Esta conclusión se basa en un examen pericial extremadamente minucioso, que abarca un periodo de unos tres años. Hemos tenido en cuenta un gran número de declaraciones y posiciones de altos representantes del partido de toda Alemania y también hemos incluido en el informe los últimos avances organizativos. El factor decisivo para nuestra valoración es la concepción étnica y basada en la ascendencia que tiene la AfD del pueblo, que devalúa a grupos enteros de población en Alemania y viola su dignidad humana. Esta comprensión del pueblo se concreta en la postura general antimigrante y antimusulmana del partido.»
Bundesamt für Verfassungsschutz

## Resultados electorales

### Elecciones federales
| Año  | # de votos directos | # de votos de lista | % de votos de lista | Escaños | +/– |
| ---- | ------------------- | ------------------- | ------------------- | ------- | --- |
| 2013 | 810 915 (#7)        | 2 056 985 (#6)      | 4.7                 | 0/631   |     |
| 2017 | 5 317 499 (#3)      | 5 878 115 (#3)      | 12.6                | 94/709  | 94  |
| 2021 | 4 695 611 (#4)      | 4 803 902 (#5)      | 10.3                | 83/736  | 11  |
| 2025 | 10 327 148 (#2)     | 10 175 438 (#2)     | 20.5                | 152/630 | 69  |

### Parlamento Europeo
| Año  | Líder de lista  | Votos     | %         | Escaños | +/– | Grupo |
| ---- | --------------- | --------- | --------- | ------- | --- | ----- |
| 2014 | Bernd Lucke     | 2 070 014 | 7.1 (#5)  | 7/96    |     | ECR   |
| 2019 | Jörg Meuthen    | 4 103 453 | 11 (#4)   | 11/96   | 4   | ID    |
| 2024 | Maximilian Krah | 6 324 008 | 15.9 (#2) | 15/96   | 4   | ESN   |

### Elecciones estatales

Representación del AfD en los parlamentos regionales.
Miembro del parlamento. En la oposición.

| Parlamento Regional               | Última elección | Votos        | %         | Escaños | +/– | Estatus            |
| --------------------------------- | --------------- | ------------ | --------- | ------- | --- | ------------------ |
| Baden-Württemberg                 | 2021            | 473 485      | 9.7 (#5)  | 17/154  | 6   | Oposición          |
| Baviera                           | 2023            | 2 000 435    | 14.6 (#3) | 32/203  | 10  | Oposición          |
| Berlín                            | 2023            | 137 871      | 9.1 (#5)  | 17/159  | 4   | Oposición          |
| Brandeburgo                       | 2024            | 438 811      | 29.2 (#2) | 30/88   | 7   | Oposición          |
| Bremen                            | 2023            | No participó | –         | 0/84    | 5   | Extraparlamentario |
| Hamburgo                          | 2020            | 215 306      | 5.3 (#5)  | 7/123   | 1   | Oposición          |
| Hesse                             | 2023            | 518 763      | 18,4 (#2) | 28/133  | 9   | Oposición          |
| Baja Sajonia                      | 2022            | 396 839      | 11.0 (#4) | 18/146  | 9   | Oposición          |
| Mecklemburgo-Pomerania Occidental | 2021            | 152 775      | 16.7 (#2) | 14/79   | 4   | Oposición          |
| Renania del Norte-Westfalia       | 2022            | 388 768      | 5.4 (#5)  | 12/195  | 4   | Oposición          |
| Renania-Palatinado                | 2021            | 160 293      | 8.3 (#4)  | 9/101   | 5   | Oposición          |
| Sarre                             | 2022            | 25 719       | 5.7 (#3)  | 3/51    | 0   | Oposición          |
| Sajonia                           | 2024            | 719 274      | 30.6 (#2) | 40/119  | 2   | Oposición          |
| Sajonia-Anhalt                    | 2021            | 221 487      | 20.8 (#2) | 23/97   | 2   | Oposición          |
| Schleswig-Holstein                | 2022            | 61 141       | 4.4 (#6)  | 0/73    | 5   | Extraparlamentario |
| Turingia                          | 2024            | 396 704      | 32.8 (#1) | 32/90   | 10  | Oposición          |

## Organización

### Presidentes del partido
- Bernd Lucke (2013–2015).
- Frauke Petry (2015–2017).
- Jörg Meuthen (2015–2022).
- Tino Chrupalla (2019–presente).
- Alice Weidel (2022–presente).

### Ala juvenil
La Alternativa Joven para Alemania (en alemán: Junge Alternative für Deutschland, JA) fue fundada en 2013 como ala juvenil del partido, aunque permanece legalmente independiente del partido.